# Holstein (Iowa)
Holstein város az Amerikai Egyesült Államok Iowa államában, Ida megyében. Lakosainak száma 1501 fő (2020. április 1.).

## Népesség
A település népességének változása:

| 2010 | 1 396 |
| 2020 | 1 501 |